# Терроризм в России

Скульптура «Древо Скорби» в память о жертвах теракта в Беслане, Северная Осетия

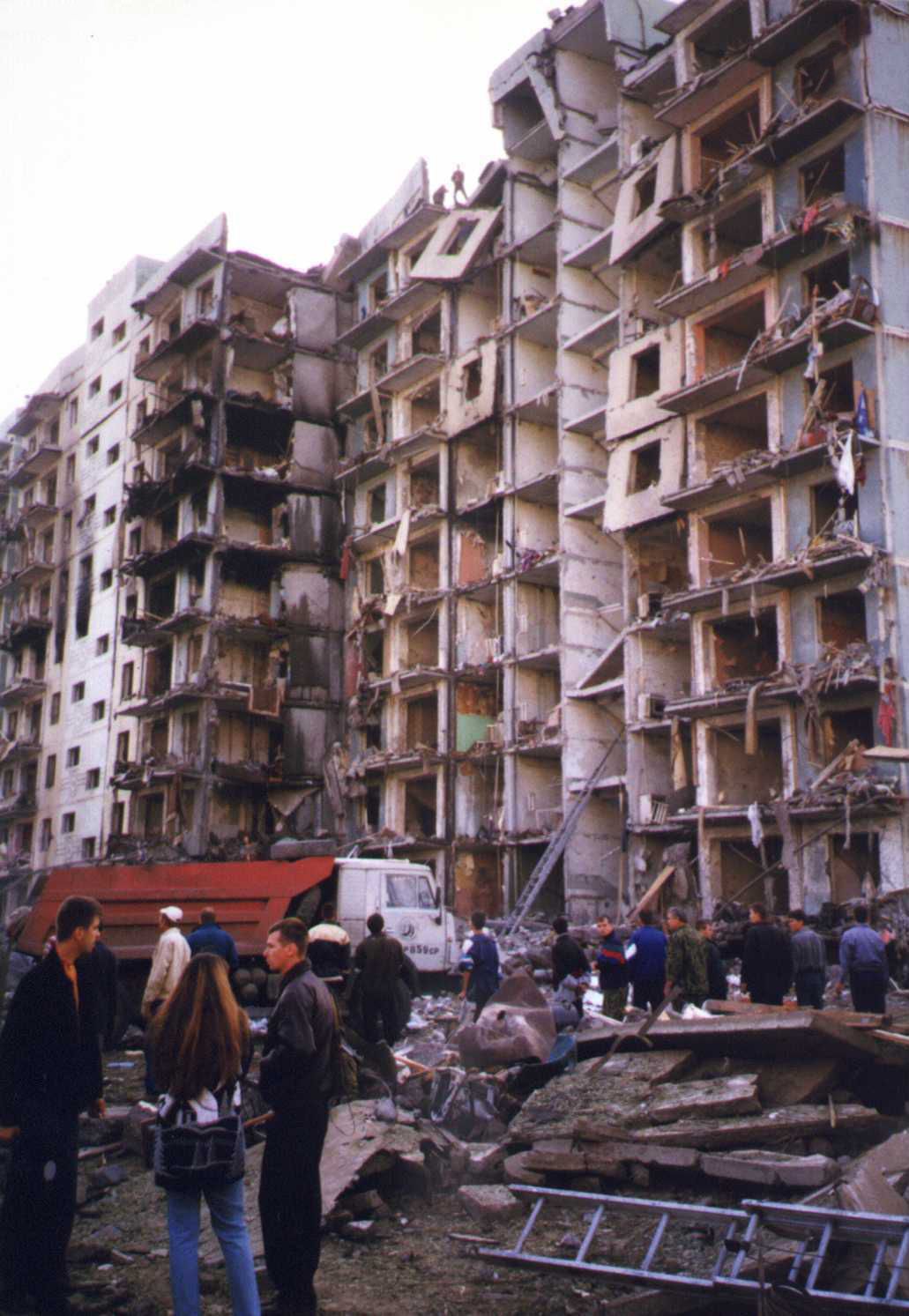
Последствия взрыва жилого дома в Волгодонске 16 сентября 1999 года

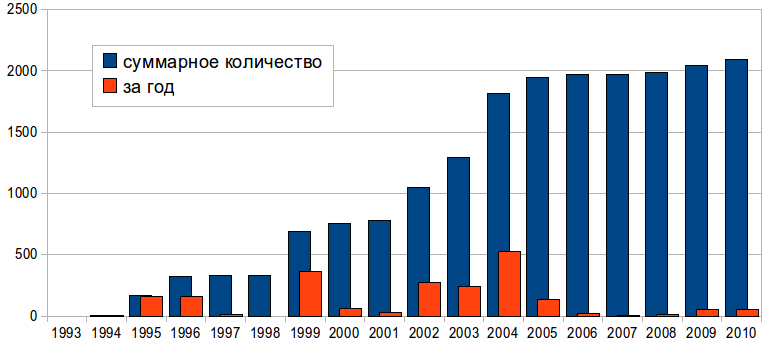
Количество жертв террористических актов в России. Синий — в сумме, красный — за год.

Терроризм в России — идеологически мотивированные насильственные действия, совершаемые в России.

## История
Первая вспышка массового терроризма в XX веке произошла в Российской империи во время революции 1905—1907 годов — жертвами террористических актов, совершенных революционерами, стали тысячи людей.
В РСФСР в 1960-е — 1980-е годы совершались лишь единичные террористические акты (такие как серия взрывов в Москве в 1977 году, виновными в которых были признаны армянские националисты; взрыв самолета в 1973 году в результате попытки его угона).
После распада СССР в 1991 году характер и содержание террористических актов в России принципиально изменились. Почти исчезли террористы-одиночки, исчезла мотивация побега из страны, поскольку стало возможно свободно выехать из России. Зато стали совершаться террористические акты, организованные чеченскими сепаратистами, первым из которых стал совершенный 9 ноября 1991 года группой из восьми террористов во главе с Шамилем Басаевым захват 178 заложников на борту самолёта Ту-154 в аэропорту города Минеральные Воды в знак протеста против введения в Чечено-Ингушетии чрезвычайного положения. Лайнер угнали в Турцию, где террористы провели пресс-конференцию, а затем освободили заложников.
В 1995 году, во время Первой чеченской войны, чеченские боевики во главе с Шамилем Басаевым захватили в заложники жителей Буденновска. В 1999 году произошли взрывы жилых домов в Москве, Буйнакске и Волгодонске. В 2004 году чеченские сепаратисты захватили здание школы в Беслане, в результате этого теракта погибли 334 человека, 186 из них — дети. Всего с 1992 по 2020 год в результате терактов погибли 4,5 тысячи жителей России.
Установление контроля федеральных сил над Чечней в ходе второй чеченской войны привело к «выдавливанию» радикальных исламистов в другие республики Северного Кавказа — Дагестан, Ингушетию, Кабардино-Балкарию и Карачаево-Черкесию (см. статью Последствия Второй чеченской войны). В этих республиках в 1990-х — начале 2000-х годов власти совершали немало ошибочных карательных действий в отношении широкого круга верующих мусульман, что привело к расширению среди них протестных настроений. Сепаратисты умело воспользовались этим для вербовки сторонников. Они создали сеть подпольных сепаратистских общин (джамаатов).
Основным очагом исламистского терроризма в России остается Северный Кавказ, но среди исламистских террористов встречаются также живущие в России мигранты из государств Средней Азии.
Проявления других видов терроризма в современной России, помимо исламистского, были незначительны (деятельность леворадикальных группировок «Ревоенсовет» и «Новая революционная альтернатива»; взрыв на Черкизовском рынке в Москве в 2006 году, осуществленный членами националистической организации «СПАС»; деятельность Боевой организации русских националистов (БОРН)).

## Борьба с терроризмом
26 февраля 2006 года Госдума приняла закон «О противодействии терроризму». Закон предусматривает создание государственной системы противодействия терроризму — в частности, формирование организации, которая обеспечивает предупреждение и пресечение терактов, регулирует участие Вооружённых сил в противодействии терроризму и координирует действия органов исполнительной власти.
Основные полномочия по борьбе с терроризмом возлагаются на ФСБ, директор которой возглавляет оперативный штаб и координирует действия вооружённых сил, органов внутренних дел, юстиции и гражданской обороны.
В законе впервые сформулировано определение понятия «терроризм» — «идеология насилия и практика воздействия на принятие решений органами государственной власти, органами местного самоуправления или международными организациями, связанные с устрашением населения и иными формами противоправных насильственных действий».
Новый закон позволяет ФСБ привлекать для борьбы с терроризмом вооружённые силы, которые, в частности, могут использоваться для «пресечения полётов воздушных судов, используемых для совершения террористического акта либо захваченных террористами» — вплоть до их полного уничтожения. В том числе, по решению президента России, военные могут быть привлечены для нанесения ударов по базам террористов за рубежом.
В июле 2006 года в связи с похищением и убийством работников российского посольства в Ираке президент РФ Владимир Путин обратился к Совету Федерации с просьбой дать разрешение на использование российских формирований вооружённых сил и подразделений спецназначения за рубежом для борьбы с терроризмом — для «защиты прав и свобод человека, обеспечения приоритета защиты прав лиц, подвергающихся террористической опасности, неотвратимости наказания за совершение терактов, охраны суверенитета РФ».
7 июля Совет Федерации единогласно проголосовал за предоставление такого права бессрочно и без каких-либо дополнительных условий.

Одновременно, 5 июля 2006 Госдума внесла поправки в законы «О ФСБ» и «О противодействии терроризму», которые дают президенту право не ставить Совет федерации в известность о сроках, количестве и типе подразделений, использующихся в спецоперациях.
Другими поправками в законодательство по борьбе с терроризмом предусматривается:
- право президента РФ единолично принимать решение об использовании спецподразделений ФСБ за пределами России,
- возможность заочного судебного разбирательства и вынесения заочного приговора в отношении лиц, обвиняемых в тяжких и особо тяжких преступлениях и недостижимых для правоохранительных органов,
- разрешение спецслужбам пренебрегать тайной переписки, телефонных переговоров и неприкосновенностью жилища,
- запрет средствам массовой информации не только заниматься публичным оправданием терроризма, но и разглашать информацию о средствах, методах и других подробностях проведения спецопераций.

По данным НАК с февраля 2022 года по август 2023 года правоохранительным органам и спецслужбам удалось предотвратить 188 преступлений террористического характера. Их подготовкой, по информации ведомства, занимались молодые люди с низкими моральными качествами и ведущие маргинальный образ жизни. Также по сообщению НАК, РКН с 2019 года заблокировал 67 тысяч и удалил 334 тысяч террористических материалов в интернете. По данным НАК, с января по начало декабря 2024 года, в РФ было предотвращено 190 террористических актов, задержано свыше 1700 преступников и изи пособников, изъяты более 5500 ВУ и 100 000 единиц оружия. Также были предотвращены шесть нападений на учебные заведения и места массового скопления людей со стороны террористических движений «Маньяки Культ Убийц» и «Колумбайн».

## Иностранные террористы в России
Незаконные вооружённые формирования в России зачастую действуют под руководством либо при активном участии иностранных граждан, прошедших подготовку за рубежом и финансируемых из источников, связанных с международными террористическими организациями. По данным спецслужб России, только в 2000 году на территории Чечни насчитывалось 2,5-3 тысячи иностранных боевиков, а в ходе боевых действий в 1999—2001 годах было уничтожено около 1 тыс. иностранцев, в основном из арабских стран: Палестины, Ливана, ОАЭ, Египта, Йемена, Иордании, Афганистана, Саудовской Аравии, Кувейта, Туниса, Турции, Таджикистана, Алжира, Сирии.
Идейная основа терроризма в России — территориально-религиозная доктрина. Обращение к национальным чувствам людей, их религиозным верованиям зачастую используется террористическими организациями и их лидерами.

## Российский Кавказ
Под влиянием экономического кризиса, коррупции местных властей, идеологического вакуума и Чеченской войны в республике Дагестан начали появляться группы экстремистски настроенной молодёжи. Причём влияние Чечни было определяющим, поскольку первые теракты на территории Дагестана в 1996 году (в Кизляре и Каспийске) произвели именно чеченские террористы. Под крылом чеченского сепаратистского движения в Дагестане в 2002 году сформировалась собственная террористическая организация Джамаат шариат.
Кавказский терроризм имеет ряд особенностей. В частности он имеет явно выраженную исламскую окраску, но как правило не направлен против российского присутствия (исключение составляет теракт 2002 года в Каспийске) и против широких масс населения. Мишенью террористов становятся, главным образом, представители местной власти и полиция (например, террористический акт в Карабудахкенте, совершённый 6 марта 2012 года).
В апреле 2013 года по оценкам республиканского МВД в Дагестане действовало 10 террористических групп общей численностью 200 боевиков.
По состоянию на 2017 год, по заявлению главы Дагестана Рамазана Абдулатипова, «все диверсионно-террористические группы, действовавшие в Дагестане, ликвидированы».

## Террористические организации, деятельность которых в России запрещена
14 февраля 2003 года Верховный суд Российской Федерации признал террористическими 15 организаций, после чего их деятельность на территории России была запрещена:
- «Высший военный маджлисуль шура объединённых сил моджахедов Кавказа»
- «Конгресс народов Ичкерии и Дагестана» (обе созданы в Чечне и возглавлялись Шамилем Басаевым и Мовлади Удуговым)
- «Аль-Каида» (Усама бен Ладен, Афганистан)
- «Асбат аль-Ансар» (Ливан)
- «Аль-Джихад» (Египет)
- «Аль-Гамаа аль-Исламия» (Египет)
- «Братья-мусульмане» (Египет)
- «Хизб ут-Тахрир аль-Ислами» («Партия исламского освобождения»)
- «Лашкар-е-Тайба» (Пакистан)
- «Джамаат-и-Ислами» (Пакистан)
- «Талибан» (Афганистан)
- «Исламская партия Туркестана» (бывшее Исламское движение Узбекистана)
- «Джамият аль-Ислах аль-Иджтимаи» («Общество социальных реформ», Кувейт)
- «Джамият Ихья ат-Тураз аль-Ислами» (Кувейт)
- «Аль-Харамейн» (Саудовская Аравия)

Решением Верховного суда Российской Федерации от 2 июня 2006 года признаны террористическими и запрещена деятельность на территории Российской Федерации ещё двух организаций:
- «Джунд аш-Шам» (войско Великой Сирии)
- «Исламский джихад — джамаат моджахедов»

Решением Верховного суда Российской Федерации от 13 ноября 2008 года признана террористической и запрещена деятельность на территории Российской Федерации ещё одной организации:
- «Аль-Каида в странах исламского Магриба» (прежнее название — «Салафистская группа проповеди и джихада»)[17]

Решением Верховного суда Российской Федерации от 8 февраля 2010 года признана террористической и запрещена деятельность на территории Российской Федерации ещё одной организации:
- «Имарат Кавказ» («Кавказский Эмират»)[18]

Решением Верховного суда Российской Федерации от 29 декабря 2014 года признана террористической и запрещена деятельность на территории Российской Федерации:
- «Исламское государство» (другие названия: «Исламское Государство Ирака и Сирии», «Исламское Государство Ирака и Леванта», «Исламское Государство Ирака и Шама»)[19].

Решением Верховного суда Российской Федерации от 29 декабря 2014 года признана террористической и запрещена деятельность на территории Российской Федерации:
- «Джебхат ан-Нусра (Фронт победы)» (другие названия: «Джабха аль-Нусра ли-Ахль аш-Шам» (Фронт поддержки Великой Сирии)[20].

Решением Верховного суда Российской Федерации от 20 сентября 2016 года признана террористической и запрещена деятельность на территории Российской Федерации:
- «Аум синрикё»; с 2000 года новое название — «Алеф».

Решением Верховного суда Российской Федерации от 4 июня 2020 года признана террористической и запрещена деятельность на территории Российской Федерации:
- «Хайят Тахрир аш-Шам» («Организация освобождения Леванта», «Хайят Тахрир аш-Шам», «Хейят Тахрир аш-Шам», «Хейят Тахрир Аш-Шам», «Хайят Тахри аш-Шам», «Тахрир аш-Шам»).

Решением Верховного суда Российской Федерации от 4 июня 2020 года признана террористической и запрещена деятельность на территории Российской Федерации:
- «National Socialism/White Power» («NS/WP, NS/WP Crew, Sparrows Crew/White Power, Национал-социализм/Белая сила, власть»)[21].

Решением 2-го Западного окружного военного суда от 18.06.2020 № 2-7/2020, вступило в силу 7.06.2021, признана террористической и запрещена деятельность на территории Российской Федерации:
- Террористическое сообщество, созданное Мальцевым В. В. из числа участников Межрегионального общественного движения «Артподготовка».

Единые федеральные списки организаций, в том числе иностранных и международных организаций, признанных судами Российской Федерации террористическими, в соответствии с распоряжением российского правительства, будут публиковаться в «Российской газете».
Президент России Владимир Путин 1 июля 2021 года подписал закон «О правилах упоминания террористических организаций в СМИ», который вводит запрет на упоминание в СМИ террористических организаций без специального указания о том, что они ликвидированы или их деятельность запрещена на территории РФ.